# Kastanjeroos
De kastanjeroos (Rosa roxburghii) (vereenvoudigd Chinees: 刺梨; pinyin: Cì lí) is een wilde roos die in het zuidwesten van China voorkomt. Ze groeit daar van nature op een hoogte van 500 tot 1400 meter op beboste berghellingen en in bergdalen, maar ze wordt daar al sinds eeuwen ook voor menselijk gebruik geteeld. In Europa wordt de kastanjeroos sinds het begin van de 20e eeuw verbouwd.
Er bestaan twee verschillende vormen:
- Rosa roxburghii f. roxburghii, met dubbele of halfgevulde, roodachtige of roze bloemen met een diameter van 5-6 cm
- Rosa roxburghii f. normalis Rehder & EH Wilson, met enkelvoudige, roze bloemen met een diameter van 4-6 cm

De soortaanduiding roxburghii is een eerbetoon aan de Schotse arts en botanicus William Roxburgh, die van 1793 tot 1814 directeur was van de botanische tuin van Calcutta. De volksnaam ‘kastanjeroos’ dankt de roos aan de bottels die bedekt zijn met stekels zoals bij de bolsters van kastanjes.

## Beschrijving
R. roxburghii is een struik die tot 2,5 m (f. roxburghii) en 3 m of zelfs 5 m (f. normalis) hoog kan worden. De stuik vormt rechtopstaande, zich uitspreidende stengels, waarvan de jongere paarsbruin zijn en de oudere bedekt zijn met een grijsbruine afbladderende schors. De stekels staan meestal in paren en kunnen tot 5 mm lang worden. Ze zijn recht en licht afgeplat en worden plotseling breder aan de basis.
De bladeren zijn oneven geveerd en samengesteld uit 9 tot 15 deelblaadjes (soms tot 19 bij f. roxburghii). Inklusief de bladsteel bereiken de bladeren een lengte van 5 tot 11 cm. De bladsteel en hoofdnerf van het samengestelde blad is bedekt met kleine, dun uit elkaar staande stekels. De deelblaadjes zijn ovaal tot eivormig van vorm, 1 à 2 cm lang en 0,6 tot 1,2 cm breed. Ze zijn glad, met duidelijk zichtbare bladaderen aan de onderkant. De rand is gezaagd en het uiteinde puntig of stomp.
De bloemen staan afzonderlijk of in groepjes van 2 tot 3 aan de uiteinden van de scheuten. Ze staan op korte steeltjes en worden ondersteund door twee of drie kleine schutbladeren, die snel afvallen. Het hypanthium is bolvormig en dicht bedekt met stekels. De bloem heeft vijf brede, eivormige kelkbladen, die aan de buitenkant stekelig en aan de binnenkant behaard zijn. Aan de rand zijn ze veervormig gelobd. De bloemkroon heeft een diameter van ongeveer 4 tot 6 cm en bestaat uit 5 eivormige bloembladen. De stijlen van de stampers staan vrij en zijn behaard. Ze zijn korter dan de gele meeldraden.
De bloei is van mei tot juli en de vruchtvorming van augustus tot oktober. De nootjes zitten aan de basis van het hypanthium en worden omhuld door een bolvormige, licht afgeplatte vrucht met een diameter van ongeveer 1,5 tot 2 cm. De vruchten zijn aanvankelijk groen en als ze rijp zijn, zijn ze geeloranje en dicht bedekt met stekels.

## Gebruik
De wrange, zoetzure vruchten zijn eetbaar en zijn zeer rijk aan vitamines, flavonoïden en mineralen. Ze worden in de geneeskunde gebruikt en voor het fermenteren van wijn. Ook de wortels worden in de geneeskunde gebruikt. Van de vruchten wordt in Zuidwest-China ook jam, sap en frisdrank gemaakt. In commerciële aanbiedingen staan de vruchten bekend als 'cili fruit'. De kastanjeroos wordt ook als sierplant gekweekt, vanwege de opvallende bloemen, of als heg vanwege de talrijke stekels.
Enkele hybriden en cultivars zijn:
- 'Pourpre Ancien' (Tourrés, voor 1837)
- 'Triomphe de la Guillotiére' (Guillot, 1863)
- 'Martha Washington' (onbekend, voor 1889)
- 'Walter Butt' (onbekend, 1905)
- 'Jardin de la Croix' (l'Hay, 1901)
- 'Domaine de Chapuis' (Gravereaux, 1901)
- 'Château de la Juvéne' (Gravereaux, 1901)
- 'Lampion' (Lens, 2013)

## Afbeeldingen

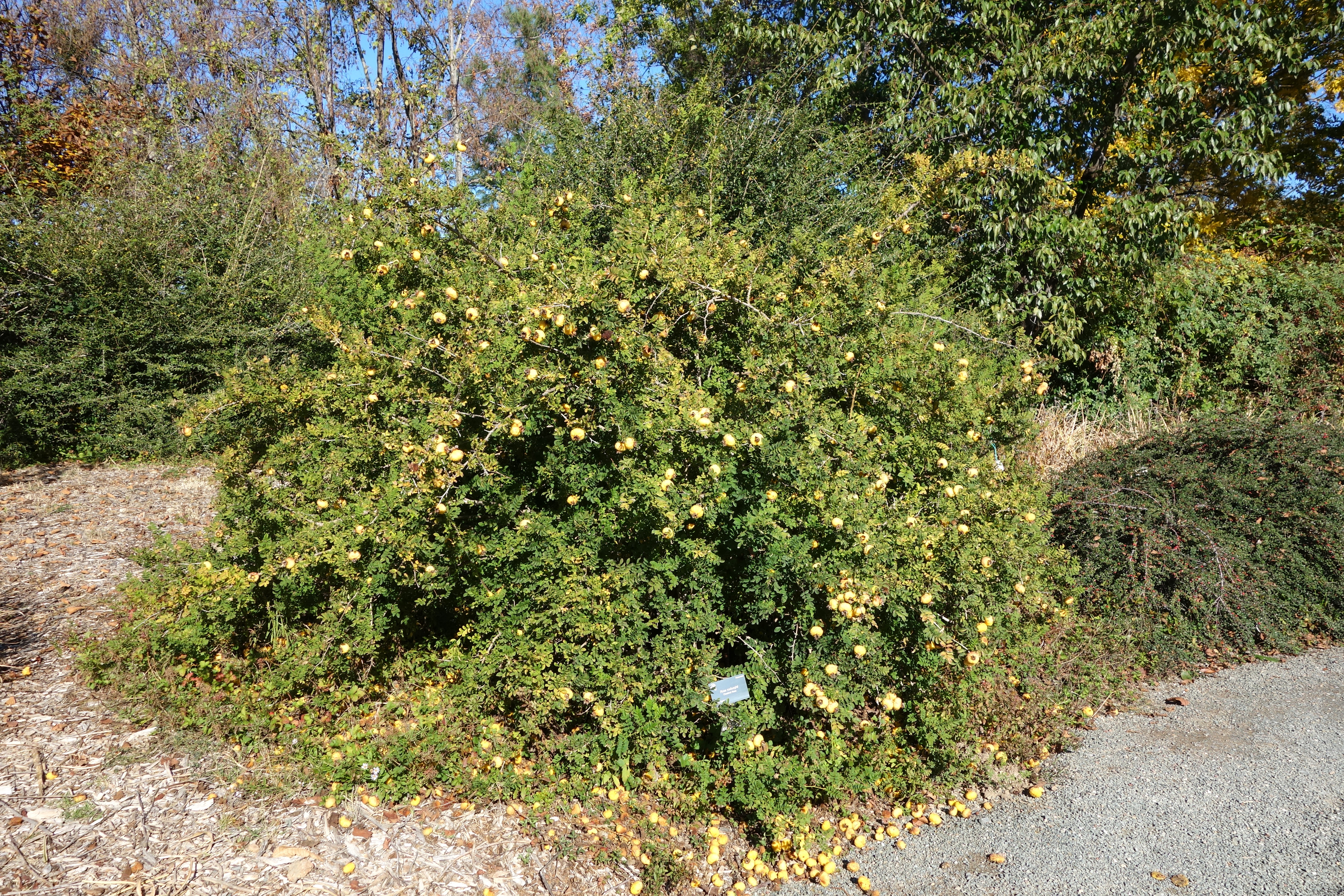
Struik
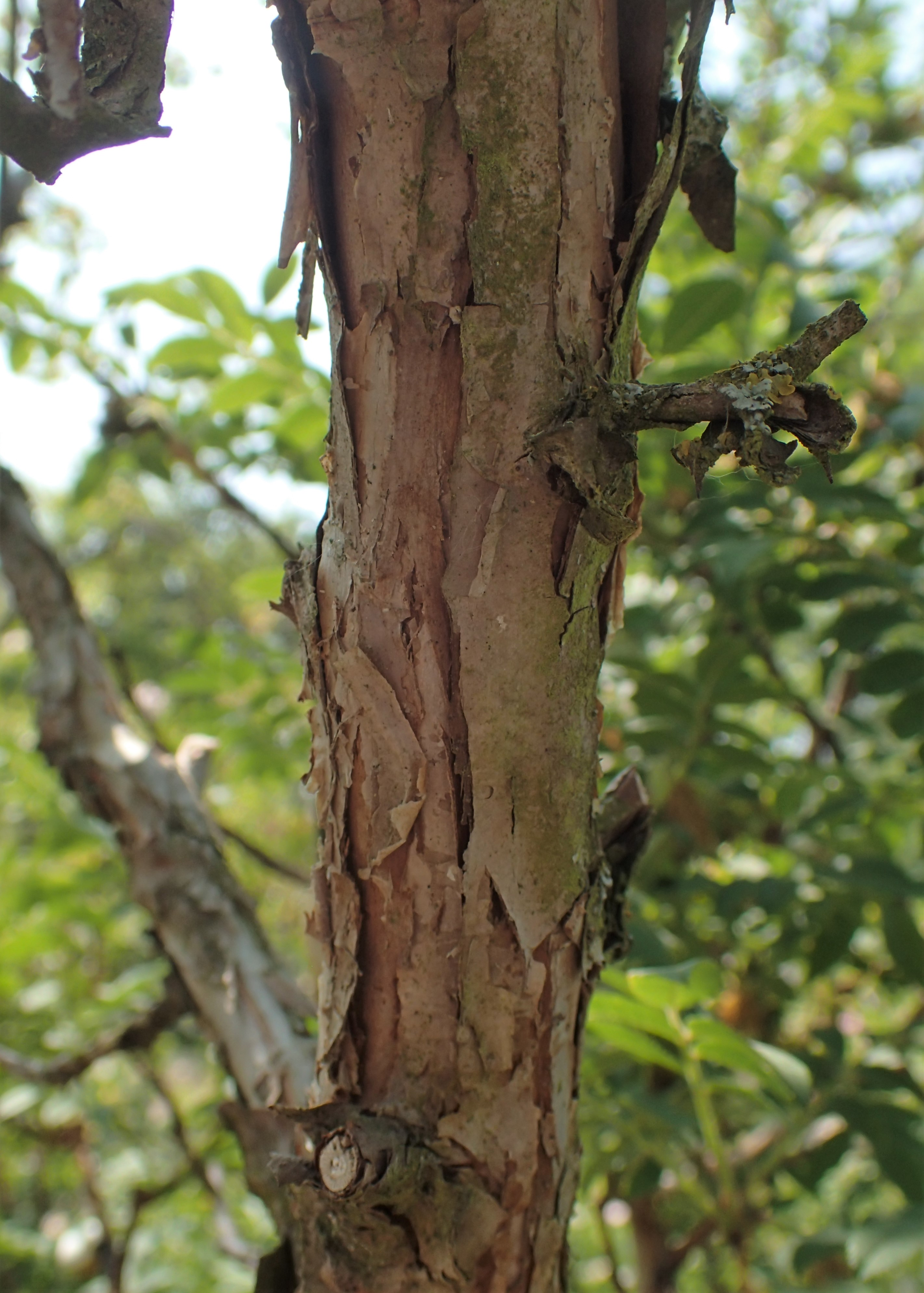
Tak
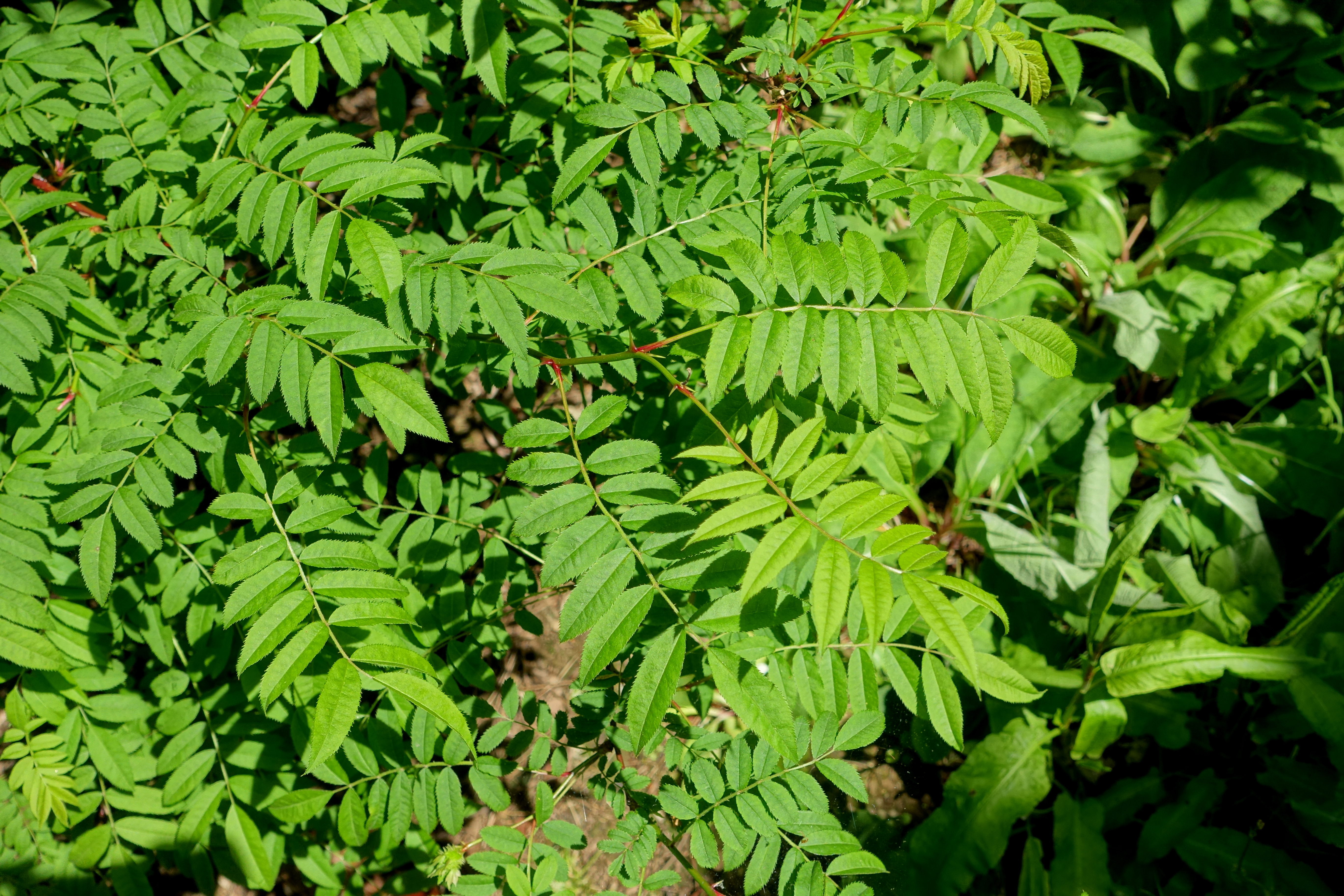
Bladeren
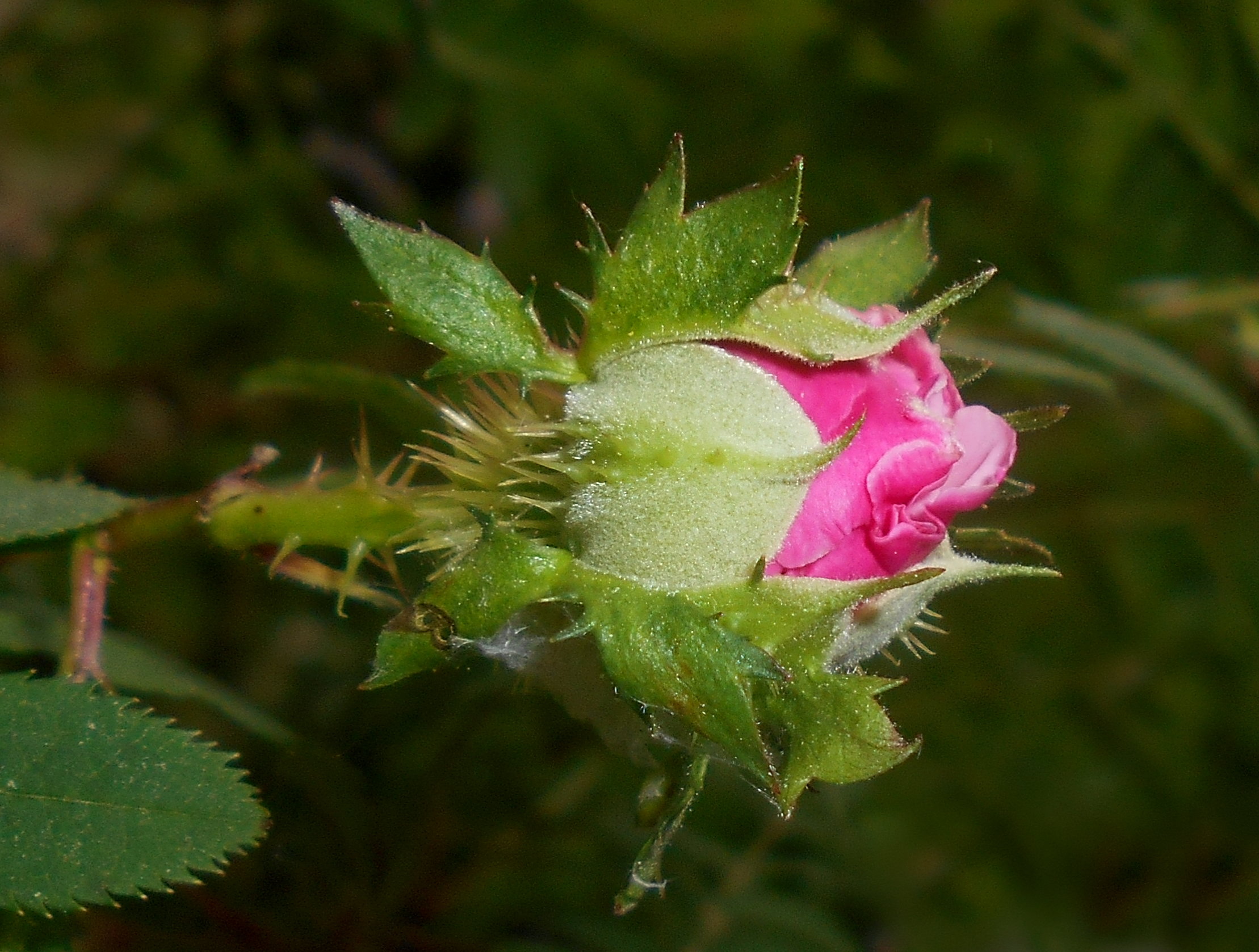
Bloemknop
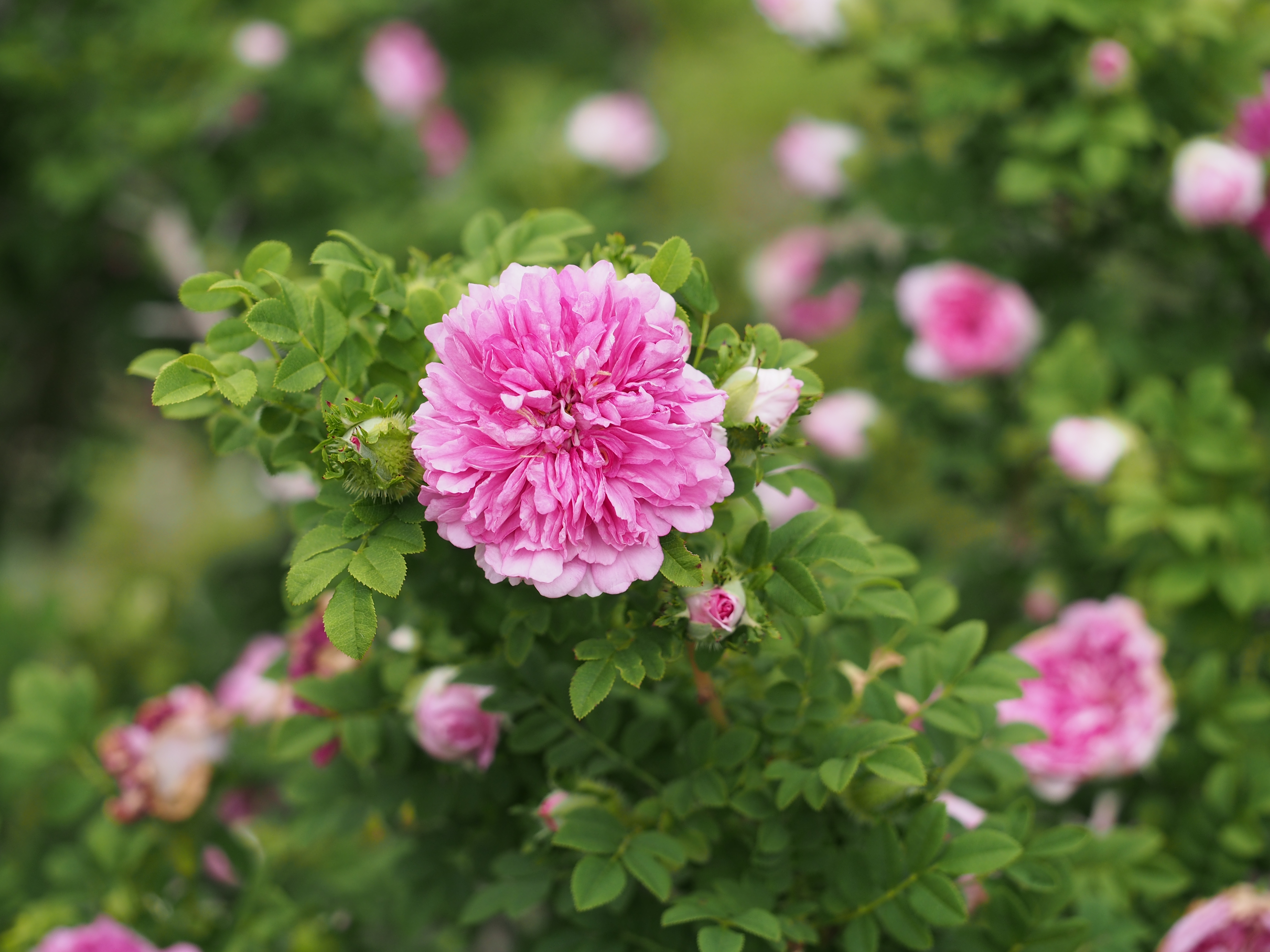
Gevulde bloem
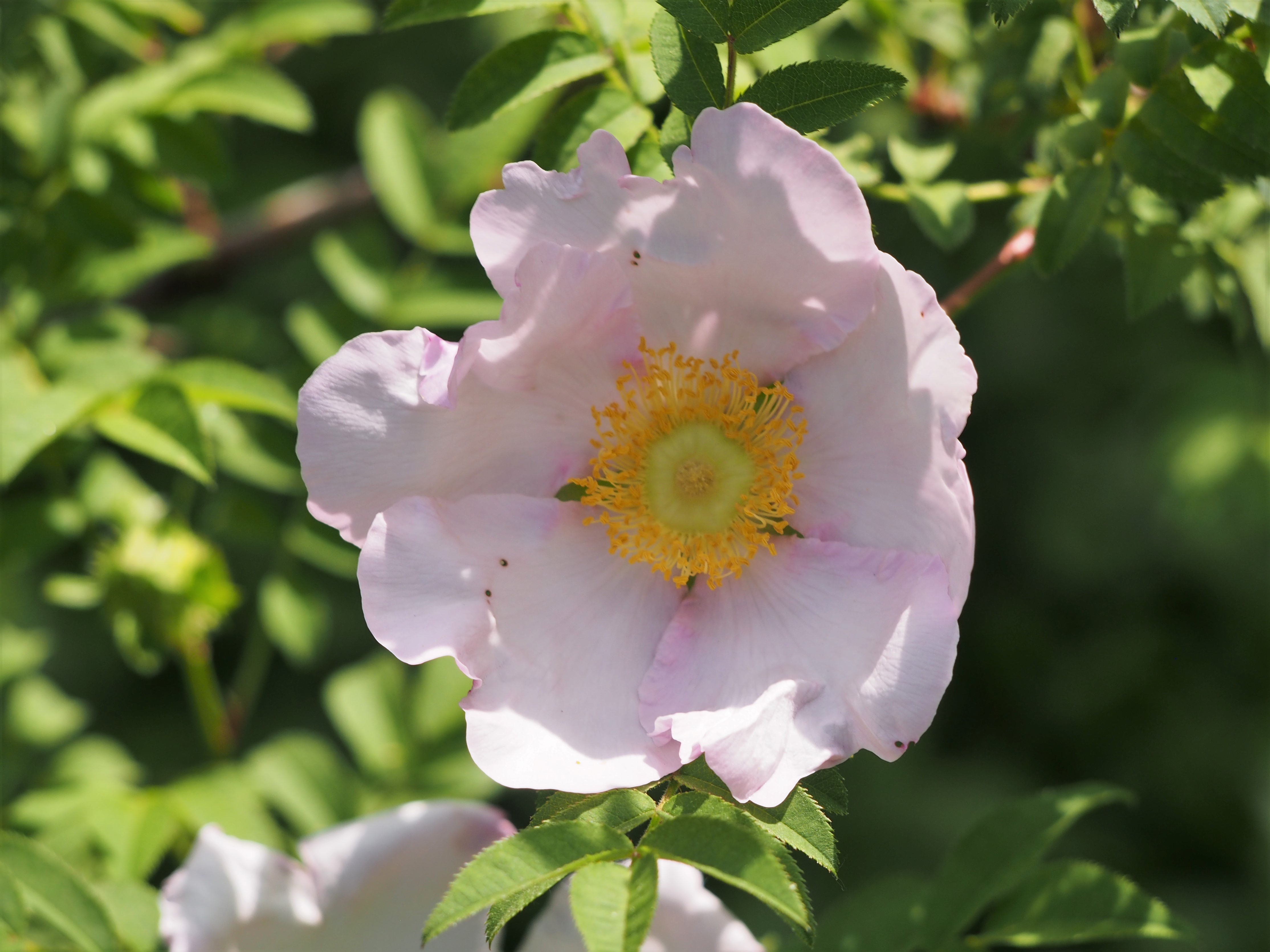
Enkelvoudige bloem
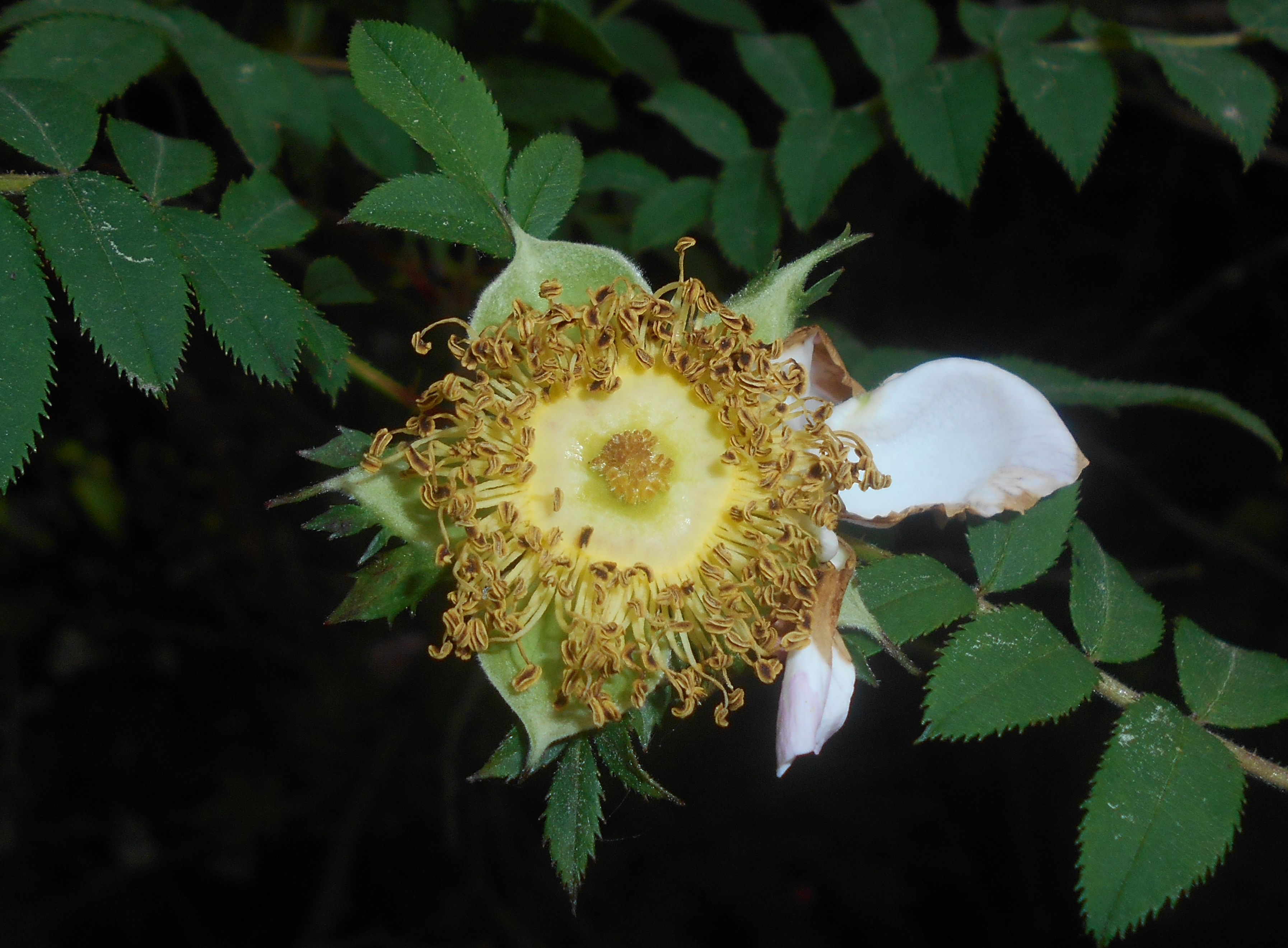
Discus
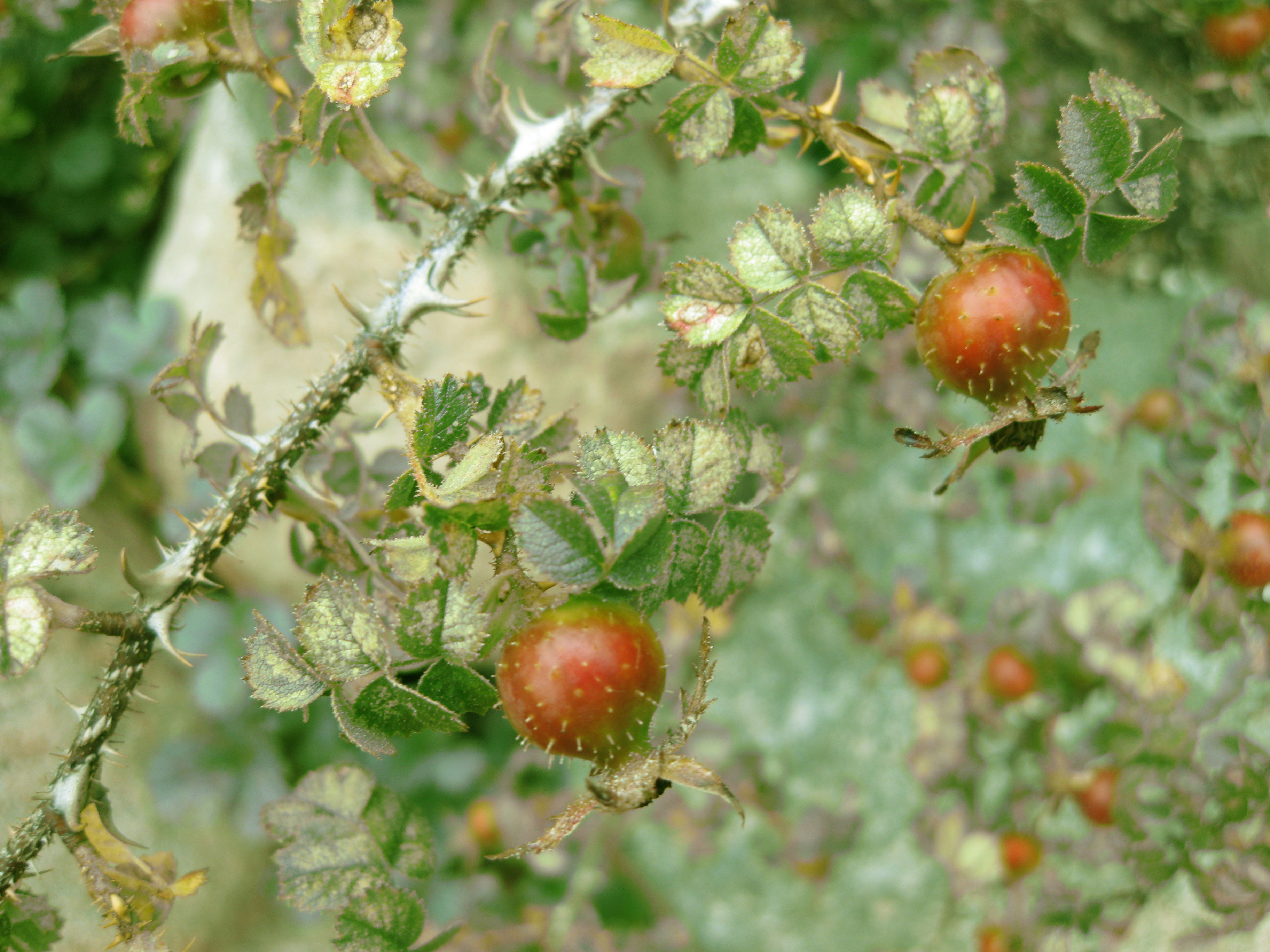
Bottels

### Cultivars

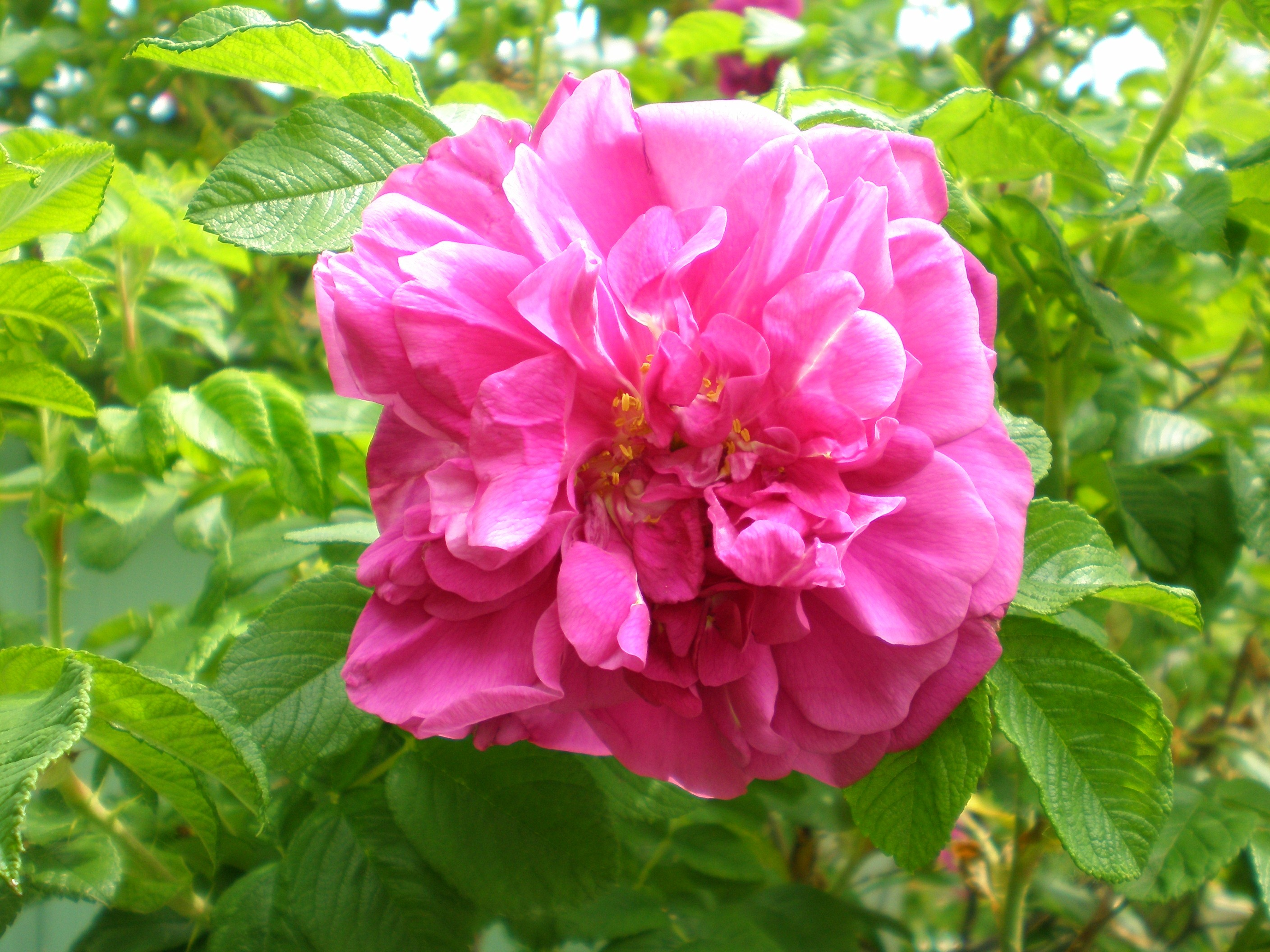
'Martha Washington' (onbekend, voor 1889)
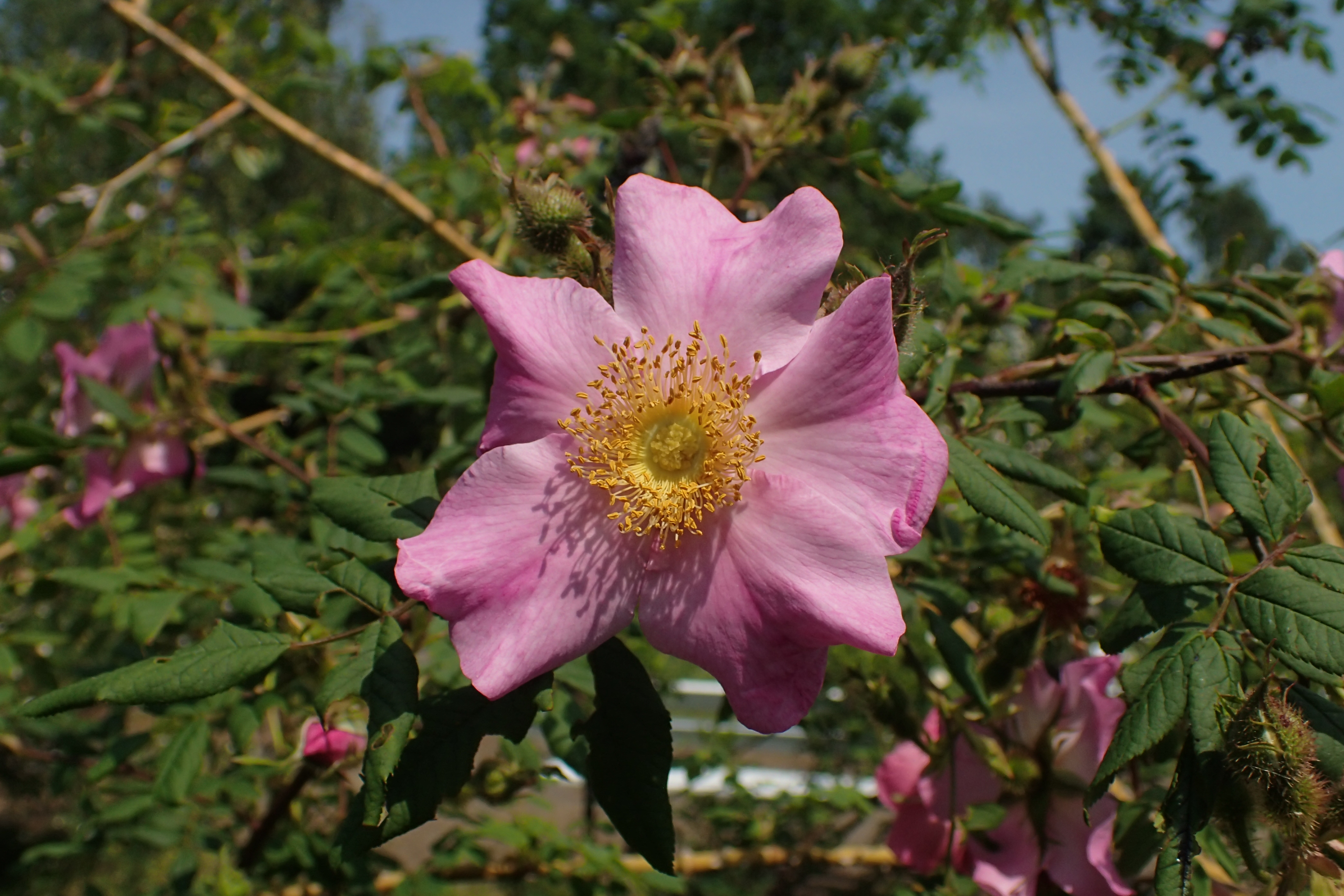
'Domaine de Chapuis' (Gravereaux, 1901)
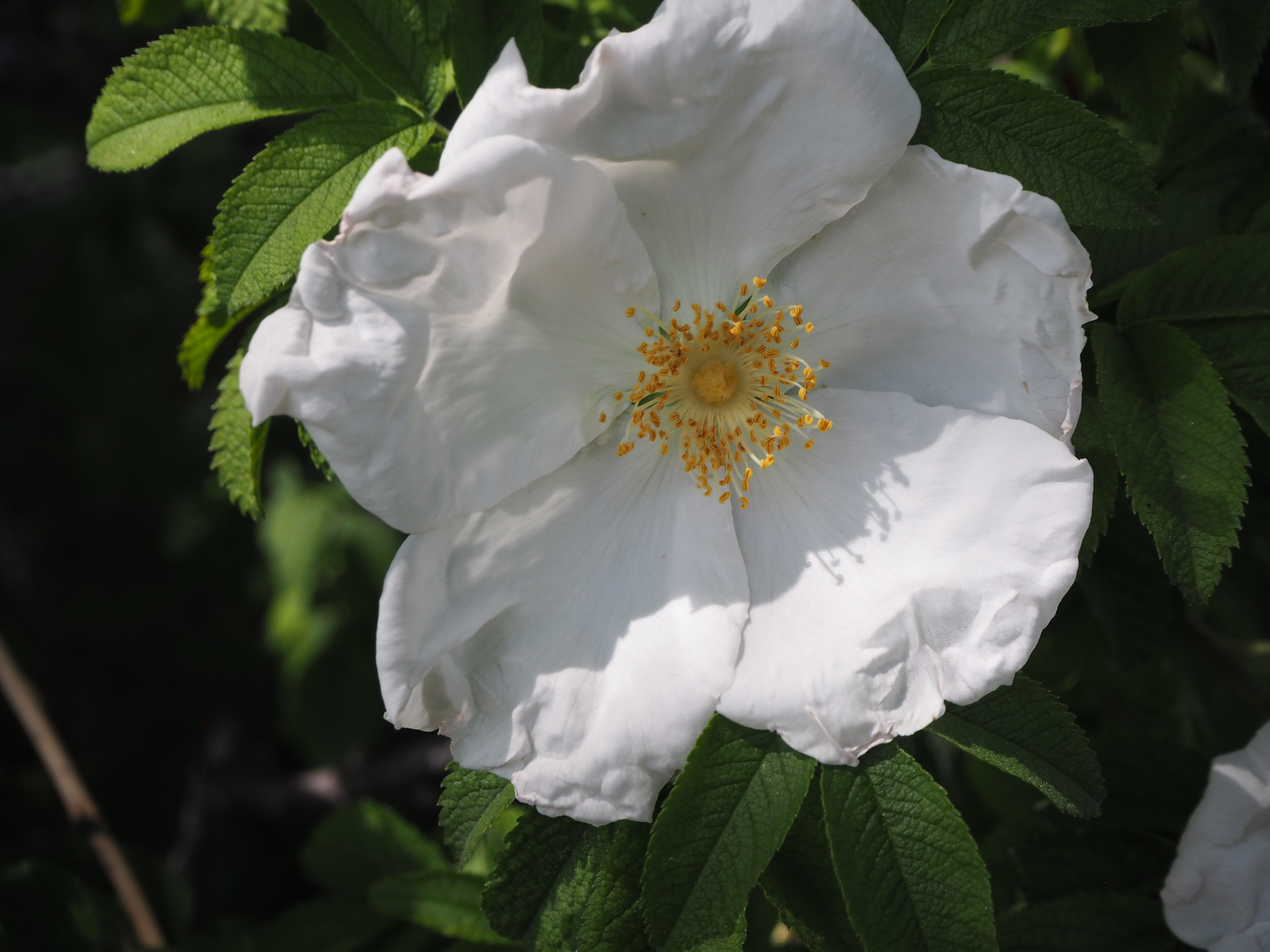
'Walter Butt' (onbekend, 1905)